# Ruta Provincial 20 (Chubut)
La Ruta Provincial 20 es una carretera consolidada de 119 km ubicada en el sur de la provincia de Chubut en Argentina. El camino pasa dos veces por el paralelo 46, que es el límite con la Provincia de Santa Cruz, por lo que la Ruta 20 se encuentra dividida en dos partes: un tramo de 58 km desde el empalme con la Ruta Nacional 26 en el paraje denominado Estación Hermitte hasta el límite interprovincial con la Ruta Z-18 y otro tramo de 61 km desde el límite con Santa Cruz hasta el empalme con la Ruta Nacional 40 en Río Mayo.
El camino se encuentra en los Departamentos Sarmiento y Río Senguer, en la zona geográfica conocida como meseta patagónica.

## Historia
El 3 de septiembre de 1935 la flamante Dirección Nacional de Vialidad presentó su primer esquema de numeración de rutas nacionales. En este plan la Ruta Nacional 270 se extendía desde la Ruta Nacional 26 en la Estación Hermitte del antiguo ferrocarril patagónico que unía Comodoro Rivadavia con Sarmiento hasta el paraje Nueva Lubecka.
El camino seguía paralelo a las vías de dicho ferrocarril hasta Sarmiento, en las cercanías de Lago Colhué Huapi, luego pasaba por la costa meridional del Lago Musters continuando hacia el oeste y luego en dirección nornoroeste pasando por Facundo y el paraje Los Tamariscos hasta el paraje Nueva Lubecka.
En 1958 se creó la Administración de Vialidad de la Provincia del Chubut y entre esta dependencia y su par nacional determinaron los caminos que debían pasar al ente vial provincial ya que hasta ese momento todas las rutas tenían jurisdicción nacional. Entre los caminos que pasaron a la provincia se encontraba esta Ruta 270. Este camino cambió su denominación a Ruta Provincial 20.
En 1971 esta dependencia provincial pavimentó el tramo de 38 km entre la Ruta Nacional 26 y Sarmiento mediante un contrato con una empresa privada, y el año siguiente pavimentó el resto de esta carretera (217 km) en cuatro tramos adjudicados a diferentes empresas.
El 7 de septiembre de 2004 la Dirección Nacional de Vialidad y su par provincial suscribieron un convenio por el que se intercambiaron 119 km de la Ruta Nacional 26 de ripio entre Estación Hermitte y Río Mayo y 197 km de la Ruta Nacional 40 entre el empalme con la Ruta Provincial 20 y la Ruta Provincial 22 (en Río Mayo), por la totalidad de la Ruta Provincial 20. Este convenio fue ratificado por Ley Provincial 5.486 promulgada el 31 de mayo de 2006.
De esta manera la dependencia vial provincial cambió la denominación del camino de Ruta Nacional 26 a Ruta Provincial 20.

## Turismo
El camino pasa a 15 km de la entrada a la Reserva Natural Geológica Bosque Petrificado José Ormaechea. Se trata de troncos de coníferas y palmeras de hace 65 millones de años convertidos en piedra.